# Karl Sachs (Amtmann)
Karl Sachs (* um 1811 in Karlsruhe; † 30. April 1873) war ein deutscher Verwaltungsjurist.

## Leben
Karl Sachs studierte Rechtswissenschaften an der Universität Heidelberg und wurde 1831 zunächst Mitglied des Corps Suevia Heidelberg und dann Mitglied des kurzzeitig bestehenden Corps Palatia II in Heidelberg. Nach dem Studium trat er in den badischen Verwaltungsdienst ein und war 1839 Auditeur in Karlsruhe und in Mannheim. Sachs wurde 1844 zum Amtmann in Lahr bestellt. Ab 1853 war er als Stadtamtmann im Stadtamt Karlsruhe tätig.